# Flip-Flop

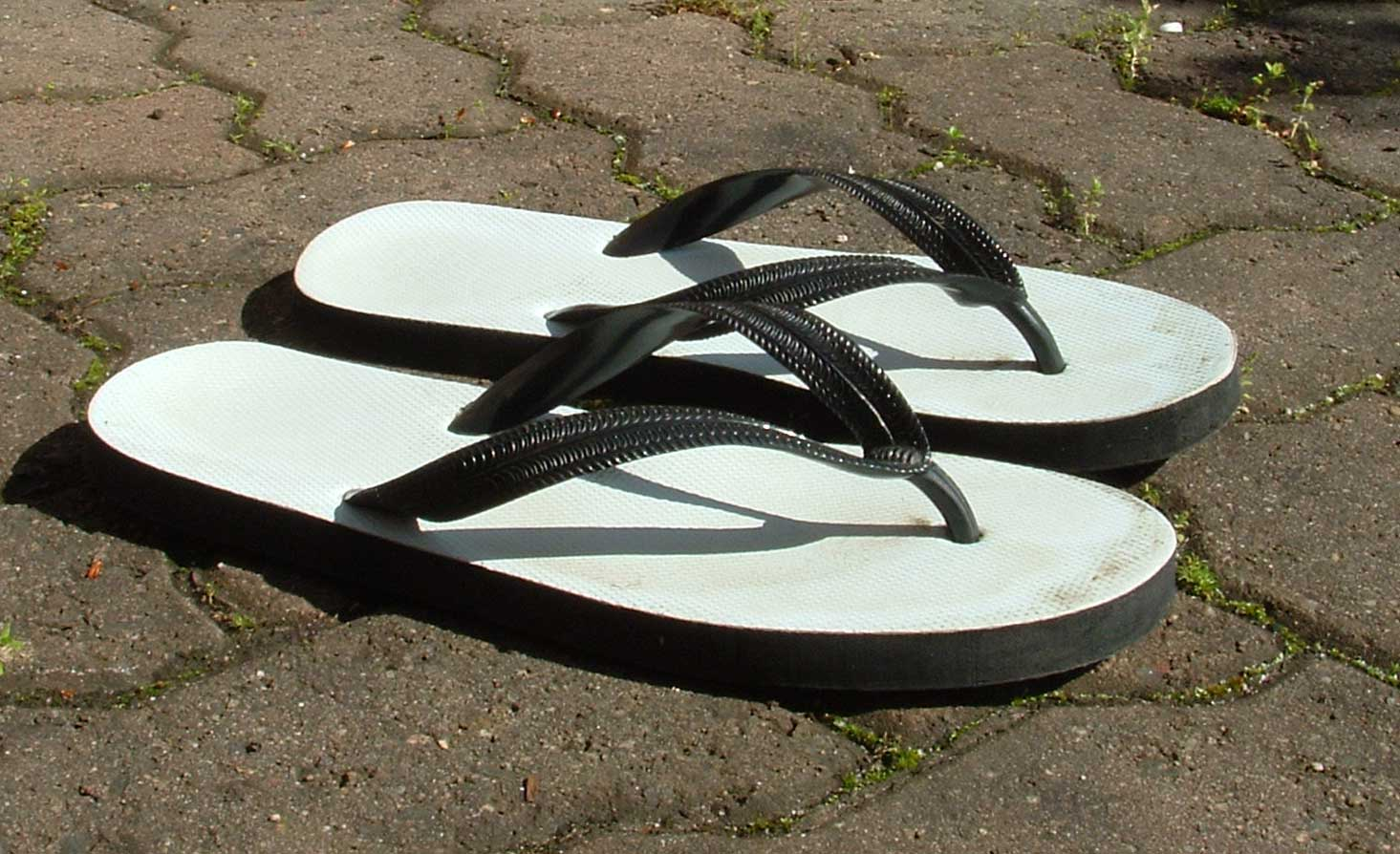
Flipflops

Flip-Flops (auch Flipflops) sind Badesandalen aus Kunststoff oder Naturkautschuk mit Zehensteg und Schrägriemenbefestigung.

## Historisches

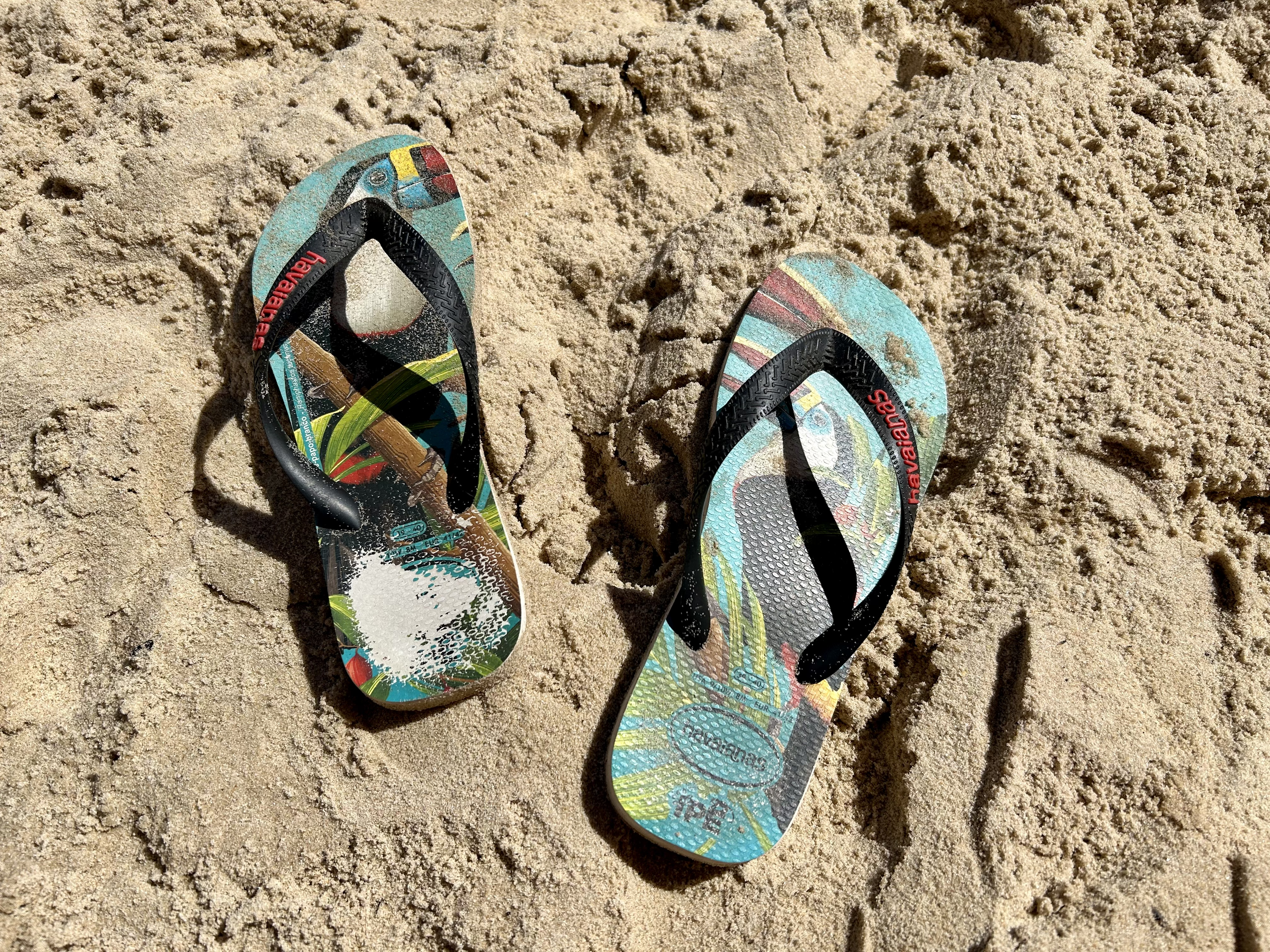
Havaianas-Flipflops

Flipflops zählen zu den Zehenstegsandalen. Solche gibt es seit über 3000 Jahren; sie gelten als eine der Sandalenurformen des alten Ägypten. Auch in Japan sind diese dort Zōri genannten Sandalen seit Jahrhunderten die klassische Fußbekleidung. 
Es wird vermutet, dass die ersten Zehenstegsandalen aus Gummi in den 50er Jahren in Japan hergestellt wurden und von dort aus die USA eroberten, um sich anschließend weltweit zu verbreiten.
Eine andere Theorie besagt, dass die ersten Sandalen dieser Art in Brasilien nach japanischem Muster gefertigt wurden. Der Begriff Flip-Flop entstand bald danach Ende der 50er Jahre und löste Bezeichnungen wie Dianette oder einfach nur Badesandalen ab. Umgangssprachlich werden auch oft einfach nur  Badeschlappen/-latschen und in der Jugendsprache Zehentanga genannt.
In englischsprachigen Ländern ist der Begriff Flip-Flop bereits seit den 1960er Jahren die gebräuchliche Bezeichnung für einfache Zehenstegsandalen aus Kunststoff. Wobei dieser onomatopoetische Begriff, der das Geräusch bezeichnen soll, das die Sandalen aus diesem Material beim Gehen machen. In Deutschland ließ sich die Triathletin Stefanie Schulze im Jahr 1997 den bis dahin im deutschsprachigen Raum noch nicht verbreiteten Begriff als deutsche Marke flip-flop (mit Bindestrich) beim Marken- und Patentamt registrieren. Nach ersten Anlaufschwierigkeiten wurden allein von dieser Marke jährlich über 200.000 Paar verkauft. Die Wortmarke Flip-Flop gehörte später der in Deutschland Pirmasens ansässigen Bernd Hummel GmbH, die damit 2018 einen Umsatz von rund 2,4 Mio. Euro erwirtschaftete. Im Jahr 2022 Urteilte jedoch das OLG Zweibrücken, dass die Marke "Flip-Flop" zu löschen sei, da sie sich inzwischen auch in Deutschland zur allgemeinen Gattungsbezeichnung für einfach gehaltene Zehenstegsandalen aus Kunststoff entwickelt habe und deshalb nicht mehr markenrechtlich geschützt werden könne.
Eigenen Angaben des Herstellers zufolge ist die brasilianische Marke Havaianas die weltweit meistverkaufte Flip-Flop-Marke, von der seit 1962 demnach über 2,3 Mrd. Paare produziert wurden. Die Marke Havaianas gehört dem Konzern Alpargatas, dem größten Schuhhersteller Lateinamerikas und dem größten Flip-Flop-Hersteller weltweit, der von der J&F-Holding kontrolliert wird, zu der auch der weltgrößte Fleischkonzern JBS gehört. Alpargatas produzierte 2014 rund 218 Mill. Stück in drei Fertigungsstätten und verkauft über 450 unterschiedliche Modelle in über 100 Ländern der Welt. In der Fertigungsstätte in Campina Grande können neun Paar Flip-Flops pro Sekunde hergestellt werden.

## Verwendung

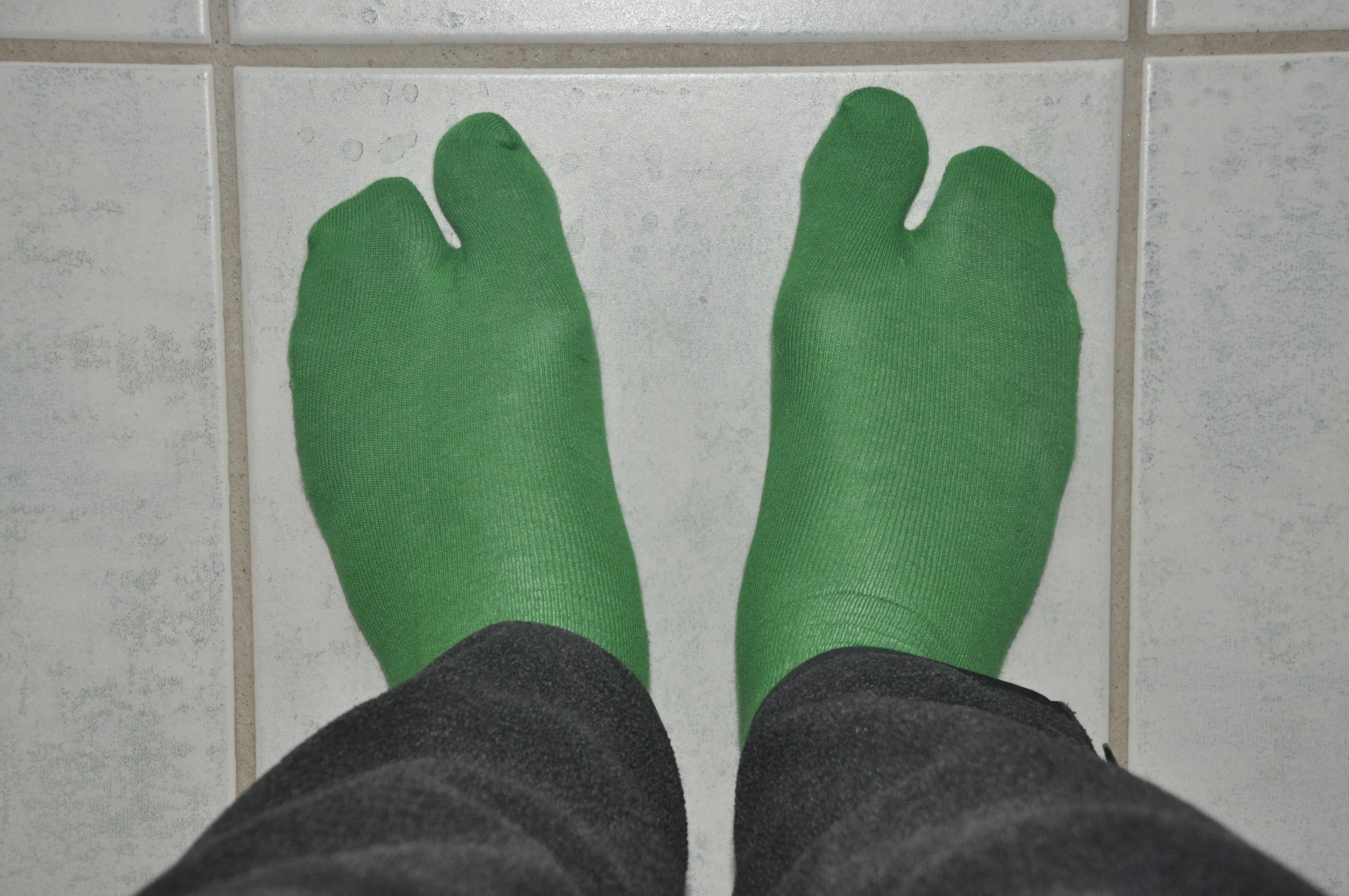
Flipflop-Socken

Seit der Jahrtausendwende werden Flip-Flops vermehrt im Alltag als sommerliche Freizeitsandale getragen. Der ursprüngliche Zweck war jedoch zunächst (in westlichen  Ländern) vornehmlich der Schutz gegen Fußpilz in öffentlichen Bädern und der thermische und mechanische Schutz der Fußsohle am Strand.
Da Flip-Flops sehr einfach und günstig in Massen produziert werden können, sind sie auch bei armen Menschen in vielen wärmeren Teilen der Welt verbreitet, obgleich sie Alltagsschuhe unter funktionellen (Schutz), orthopädischen (Stütze und Führung) und hygienischen (Transpiration, Schutz vor Schmutz) Gesichtspunkten nicht oder nur unzureichend ersetzen können.

## Material, Bauweise und Abgrenzung
Flip-Flops werden aus Kunststoffen (PVC/PVDC/chlorierten Kunststoffen), aber auch Naturkautschuk und aus Mischungen von beidem hergestellt. Um die normalerweise harten und spröden Kunststoffe weich und biegsam zu machen, werden ihnen Weichmacher zugesetzt. Die Halteriemen werden einfach durch Löcher im zumeist einlagigen Boden gesteckt. Boden und Riemen bestehen normalerweise aus verschiedenen Kunststoffen. Der Boden hat manchmal eine Dämpfungsfunktion (aus geschäumtem Ethylenvinylacetat) und ist ein bis zwei Zentimeter stark.
Hergestellt werden Flip-Flops außer in Brasilien fast ausschließlich in Asien (Vietnam, China), wodurch die Fertigungskosten für ein Paar Flip-Flops inklusive Material im Centbereich liegen. Insofern sind sie eine extrem kostengünstige Fußbekleidung.
Fälschlich werden manchmal auch Zehenstegsandalen aus Leder oder mit einem Korkfußbett (Birkenstock) als Flip-Flops bezeichnet. Flipflops sind jedoch durch die simple Bauweise und das wasserunempfindliche Kunststoff- oder Kautschuk-Material charakterisiert und sind nur eine Untergruppe der Zehenstegsandalen.

Flipflops werden als billige Massenartikel in unzähligen Farben angeboten
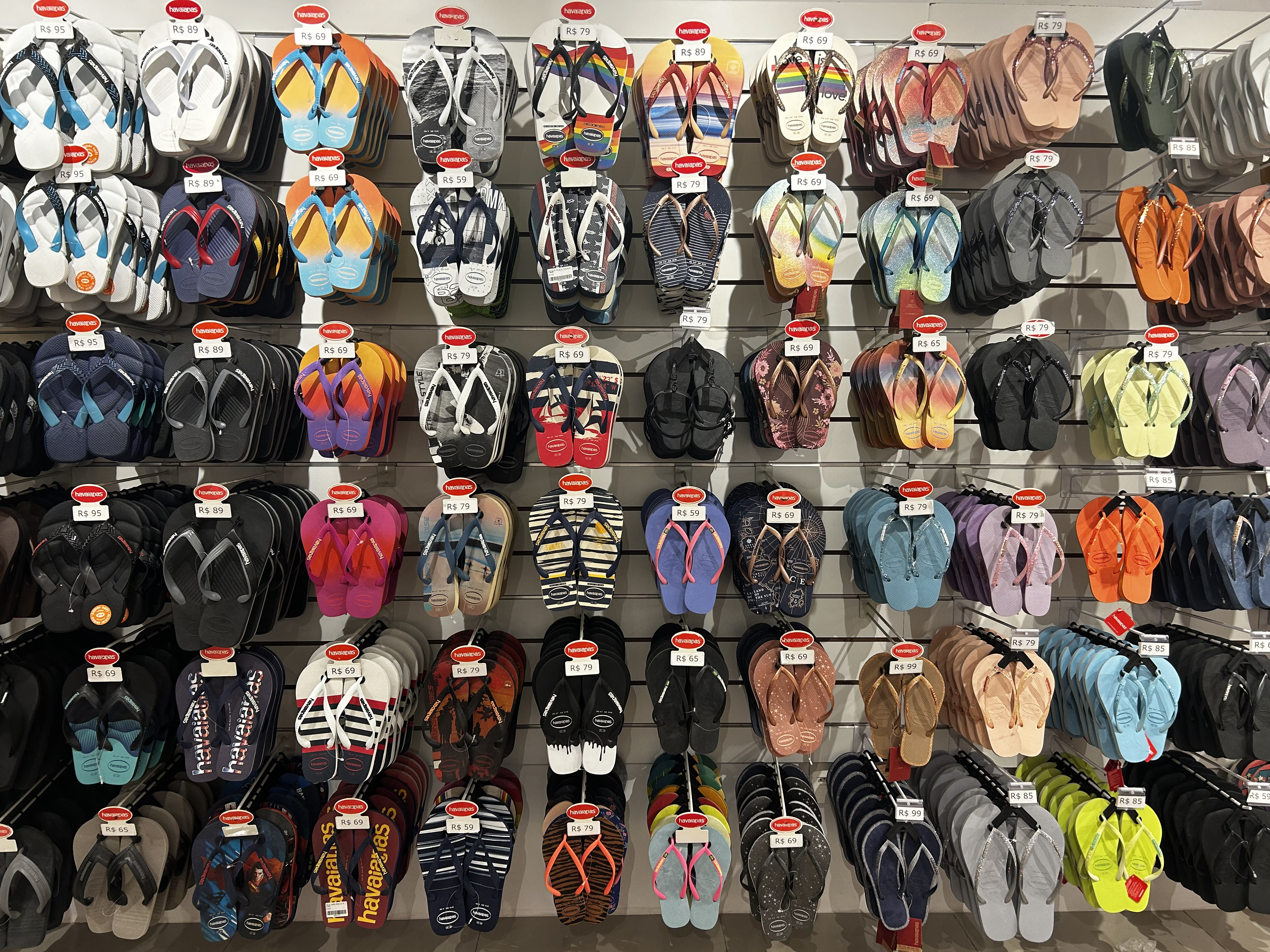
Flipflops in einem Laden
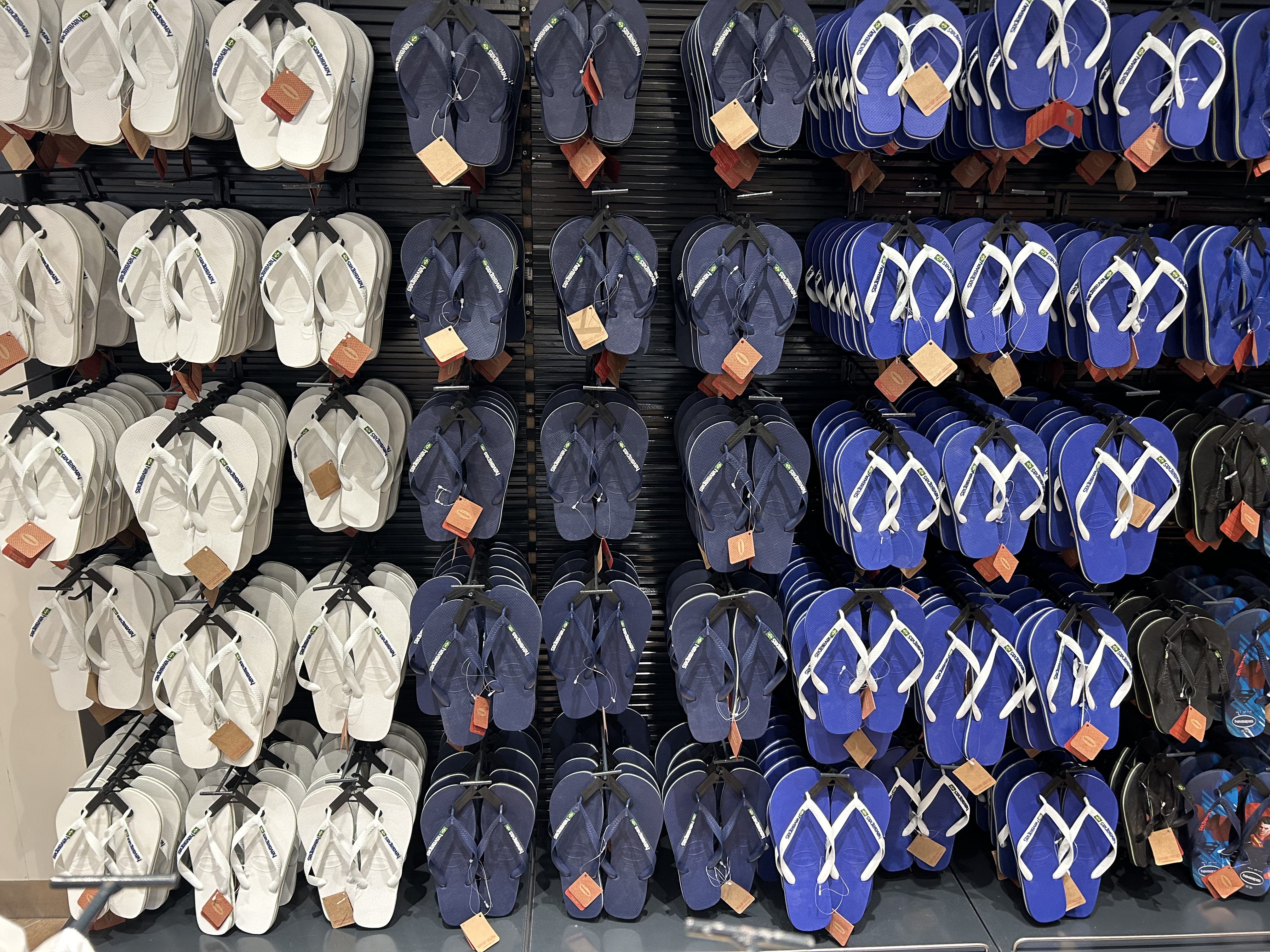
Flipflops in einem Dutyfree-Shop

## Gesundheit

### Materialbedingte Probleme
Wie die Zeitschrift Öko-Test feststellte, können bestimmte bei der Herstellung verwendete Weichmacher durch Schweiß gelöst werden und durch die Haut in den Körper gelangen und so Leber, Nieren sowie das Hormon- und Immunsystem schädigen. Der WDR hatte eine Stichproben-Analyse in Auftrag gegeben, die herausfinden sollte, ob Flip-Flops Schadstoffe enthalten können. Das Ergebnis der Laboruntersuchungen brachte zu Tage, dass die Hälfte der Prüflinge mit polyzyklischen aromatischen Kohlenwasserstoffen (PAK) belastet war. Eines der Paare enthielt der Analyse zufolge sogar einen relativ hohen Anteil an PAKs. Diese Stoffe, welche bei Hautkontakt normalerweise sehr gut über die Haut aufgenommen werden, gelten vor allem als krebserregend. Laut dem Bundesinstitut für Risikobewertung (BfR) sind besonders Kinder empfindlich. Bei vier der analysierten Flip-Flop-Modelle wurden vergleichsweise hohe Werte an Blei und Chrom gefunden. Diese können zwar nicht über die Haut aufgenommen werden, sind aber umweltbelastend, wenn die Schuhe eines Tages im Müll landen. Bei allen Flip-Flops konnten Lösungsmittel nachgewiesen werden, wenn auch zum Teil nur in Spuren. Außerdem rochen zwei Paar der Prüflinge nach dem vom BfR als hautreizend eingestuften und leicht über die Haut aufnehmbaren Acetophenon. Weil die Materialien nicht atmungsaktiv sind und Schweiß nicht zu puffern vermögen, besteht trotz vordergründig luftiger Sandalen die Gefahr, an Fußpilz zu erkranken.

### Kinesiologische Probleme
Flip-Flops bieten dem Fuß keinen zusätzlichen Halt, keine Führung und eher geringe Dämpfung. So zeigt eine 2010 durchgeführte kinesiologische Vergleichsstudie zwischen Flip-Flops und Sneakers eine durch das Tragen von Flip-Flops veränderte Gangart. Die Stehzeit zwischen den einzelnen Schritten ist bei Trägern von Flip-Flops kürzer und es werden zudem kleinere Schritte gemacht. Weiterhin wurde ein Festkrallen der Zehen beim Gehen mangels eines guten Halts belegt. Ein ganztägiges Tragen kann zu Überlastungen und Ermüdung der Muskulatur mit schmerzenden Fußsohlen oder auch Krämpfen in der Fuß- oder Zehenmuskulatur führen. Außerdem besteht beim Laufen mit Flip-Flops ein erhöhtes Risiko des seitlichen Abrutschens und Verrenken eines Fußes. Zusätzlich besteht beim Zurücklegen langer Wegstrecken die Gefahr, sich mit dem Steg zwischen den Zehen die Haut aufzureiben. Personen mit Fußfehlstellungen wie beispielsweise Platt-, Senk- oder Spreizfüßen, wird das Tragen von Flip-Flops wegen fehlendem Fußbett grundsätzlich abgeraten.
Auch der Fernsehsender ProSieben untersuchte in seiner Sendung Galileo mit Simi Motion die Auswirkungen von Flipflops auf das Gangmuster des Trägers und resümierte: „Auf Grund dieser Ergebnisse sollten Flip-Flops eher als modisches Accessoire betrachtet werden und nicht auf Dauer getragen werden. Sehr viel besser sind Schuhe, die den Fuß in seiner natürlichen Haltung und Bewegung unterstützen“.
Dem entgegen behaupten manche Mediziner, dass das Tragen von gut passenden Sandalen bei nicht-vorgeschädigten Füßen völlig unbedenklich wäre und das Tragen von Flip-Flops grundsätzlich nicht gefährlicher sei als das Tragen anderer Schuhe.

## Risiko beim Autofahren
Während das Tragen von Flip-Flops an sich unbedenklich ist, bergen sie beim Autofahren allerdings zahlreiche Gefahren, wie eine Studie der Universität in Lüneburg zeigen konnte. Dabei wurde die Reaktion der Probanden abwechselnd mit Flip-Flops und festem Schuhwerk an einem Fahrsimulator bei überraschend auftretenden Bremssituationen untersucht. Die Vorbremszeiten waren unter allen Bedingungen mit Flip-Flops deutlich länger als bei festen Schuhen, was im Schnitt einer Bremsweg-Verlängerung von 2,5 Meter entsprach. Ausschließlich bei den Flip-Flop-Fahrern wurden Situationen festgestellt, in denen die Fahrer sich bei Bremsmanövern zwischen den Pedalen verhakten, vom Pedal abrutschten oder an den Pedalen hängen blieben. Etwa ein Drittel der Fahrer mit Flip-Flops rutsche mindestens einmal vom Bremspedal ab, und fast die Hälfte verfehlte mindestens einmal das Pedal.
Laut einer Umfrage des Meinungsforschungsinstituts Forsa unter 2000 Autofahrern, glauben 56 Prozent, dass das Tragen von Flip-Flops beim Steuern eines Kraftfahrzeugs nicht zulässig sei. Dem hingegen gibt es in der Straßenverkehrs-Ordnung (StVO) keine Verbote in dieser Richtung. Auch barfuß oder mit Socken fahren ist erlaubt. Bei einer Verkehrskontrolle droht somit auch kein Bußgeld. Kommt es jedoch zu einem Verkehrsunfall, geht die Rechtsprechung davon aus, dass das Führen eines Kraftfahrzeugs mit Flip-Flops oder anderem nicht geeignetem Schuhwerk einen Verstoß gegen die nach § 1 Straßenverkehrsordnung stets anzunehmende Sorgfaltspflicht des Fahrers darstellt. Ist das Tragen der Flip-Flops also (Mit-)Ursache für den Unfall, z. B. weil eine Notbremsung durch Abrutschen vom Bremspedal nicht fruchtete, kann die Verhängung eines Bußgeldes folgen, bei Personenschaden drohen sogar strafrechtliche Konsequenzen.
Die Rechtslage ist jedoch nicht in allen Ländern gleich. Während es z. B. seit 1996 auch in Italien nicht mehr verboten ist, mit Flip-Flops an den Füßen ein Auto zu steuern, ist dies in Frankreich und Spanien mit z. T. hohen Bußgeldern bedroht.
Eine Besonderheit stellt das Verbot für Berufskraftfahrer, Flip-Flops u. ä. zu tragen, auf Grund der Berufsgenossenschaftlichen Vorschriften bzw. den von den deutschen Berufsgenossenschaften erlassenen Unfallverhütungsvorschriften dar. Im § 44 Abs. 2 der Unfallverhütungsvorschrift „Fahrzeuge“ (BGV D29) steht: „Der Fahrzeugführer muss zum sicheren Führen des Fahrzeugs den Fuß umschließendes Schuhwerk tragen.“

## Verbot
Im italienischen Nationalpark Cinque Terre in der Region Ligurien ist das Wandern mit Flip-Flops seit 2020 verboten, bei Zuwiderhandlung drohen Bußgelder zwischen 50 und 2500 Euro. Anlass war die mit ständig wachsenden Besucherzahlen einhergehende Zunahme von Fußverletzungen bei Wanderern mit ungeeignetem Schuhwerk und der damit verbundenen Bergung verletzter Touristen, wobei auch vermehrt Hubschraubereinsätze notwendig wurden.